# Famille Donà
Pour les articles homonymes, voir Donato.
La famille Donà ou Donato est une famille patricienne de Venise.

## Historique
Elle aurait une double origine : d'une part d'Altino et d'autre part des Marches. Elle se décompose en deux branches, appelées dalle Tresse d'Oro et dalle Rose, selon les armes qu'ils portent.
Cette famille eut trois doges, descendant tous trois par voie masculine directe de Pietro Donato, sénateur et électeur de Lorenzo Tiepolo :
- La branche Donà des roses fut admis au Maggior Consiglio en 1310, après la guerre victorieuse avec Gênes, et fut ainsi une des casade nuove. Elle donna deux doges : Francesco Donato, de la branche de San Marcuola et Leonardo Donato, de la branche de San Canzian.
- La Branche Donà des tresses d'or entra parmi les familles ducales en ayant donné le doge Nicolò Donato.

Tandis que descendirent également de Pietro par la descendance féminine, les doges Leonardo et Pietro Loredano, Francesco Veniero et Marino Grimani.
Cette famille donna aussi de multiples dignitaires, tels des procurateur de Saint-Marc, des généraux d'armées, des prélats, un patriarche de Venise (Tommaso Donà de 1492 à 1504).
- Luigi Donà fut créé cardinal par Urbain VI est ensuite trucidé par ce dernier, accusé de conspiration;
- Girolamo Donato fut duc de Candie (1508-1510).

## Armes

Les armes du doge Leonardo Donato.

Les armes de la famille ont quatre faces d'azur et d'or sous un chef d'argent et les secondes d'argent avec deux faces de gueules et le chef chargé de trois roses de même.
En 1434, l'empereur Sigismond accorda au Cavalier Andrea Donà, émissaire pacificateur, le privilège de porter les armes de l'Empire, partie avec un lion d'or en champ d'azur, sur la poitrine duquel sont attachées les armes propres de sa famille avec un ruban ou lien de couleur de feu : l'écu entouré d'un serpent qui mord sa queue (symbole de l'immortalité) et pour cimier sur la première partition, l'Aigle entière de l'Empire surmontée d'un bonnet de Prince et sur la seconde un Suisse naissant, vêtu de diverses couleurs avec une salade ou casque en tête et un faisceau de verges sur les épaules.

## Demeures
- Palais Donà della Trezza sur le Grand Canal.
- Complexe de trois palais Campo Santa Maria formosa.
- Palais et le pont Donà à Cannaregio.
- Palais Donà della Madoneta.

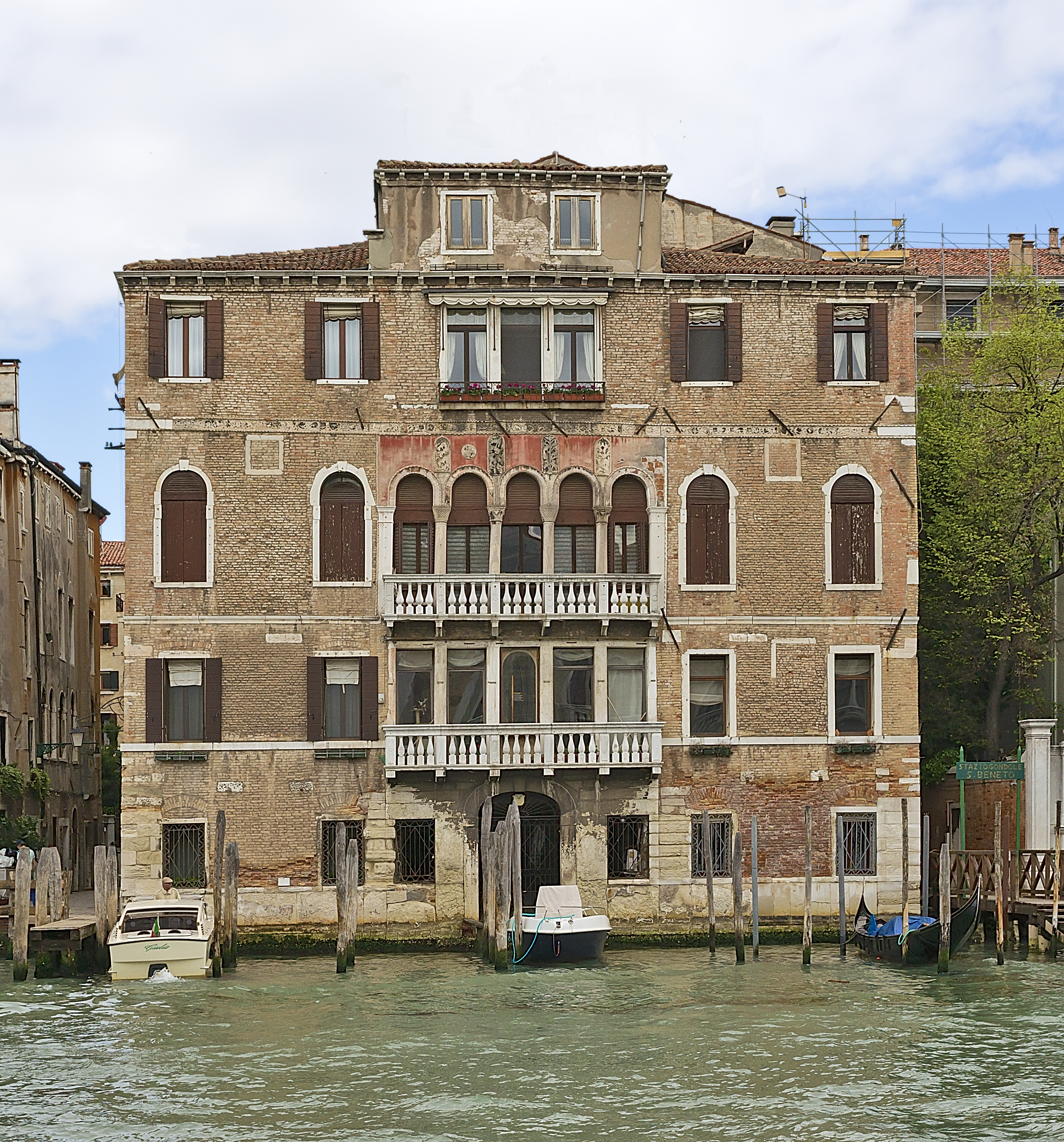
Le palais Donà della Trezza
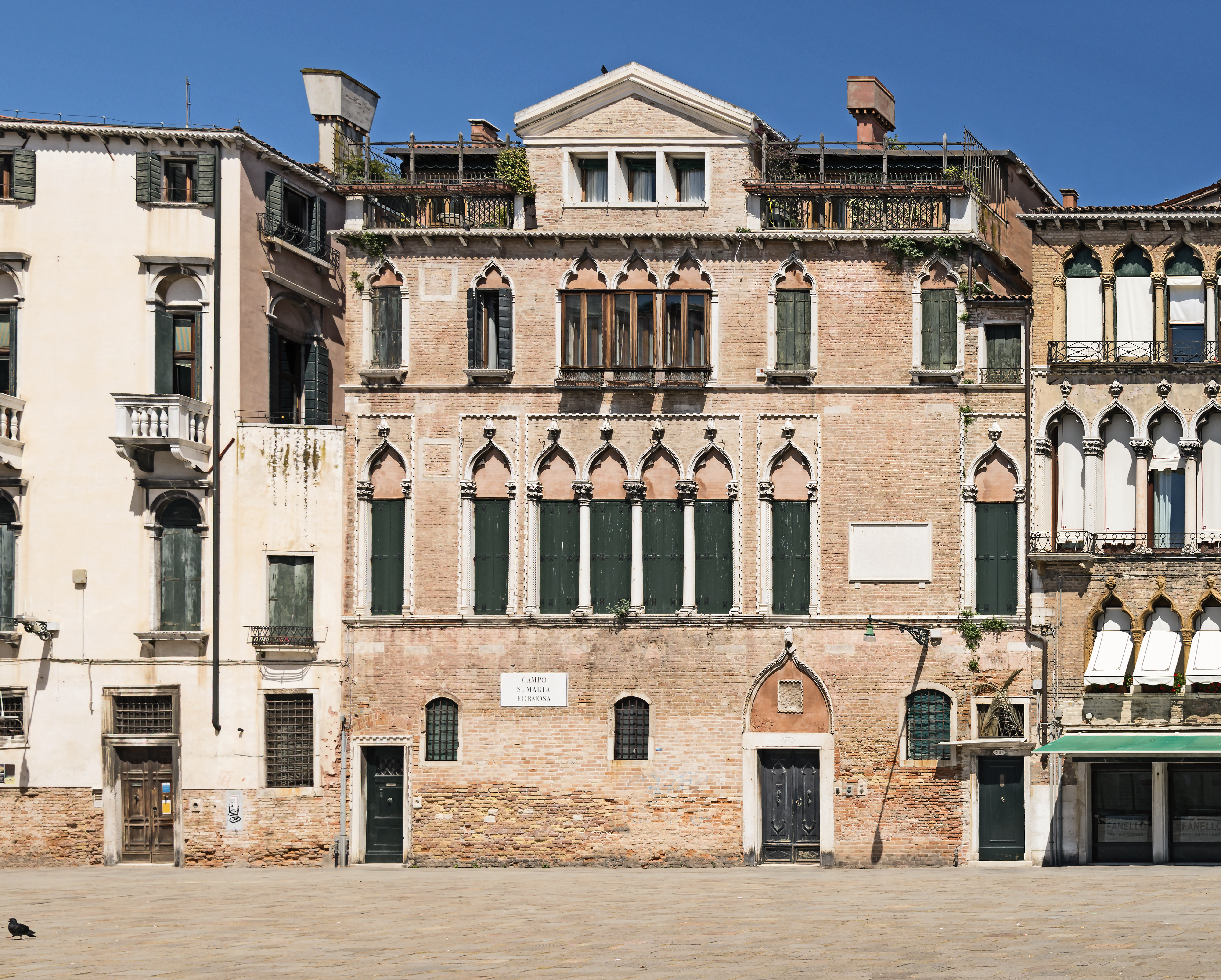
Palais Donà (Central)
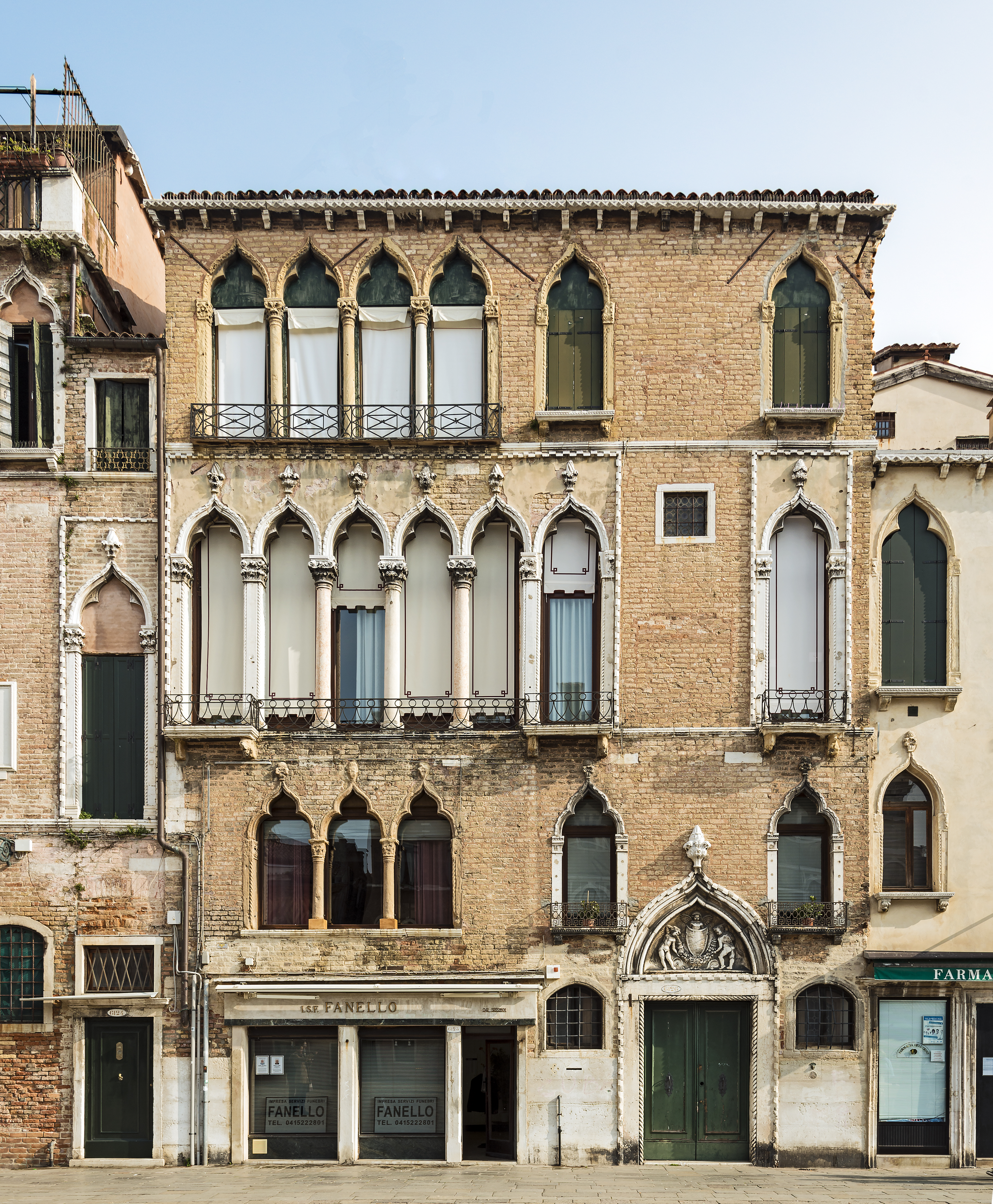
Palais Donà (droit)
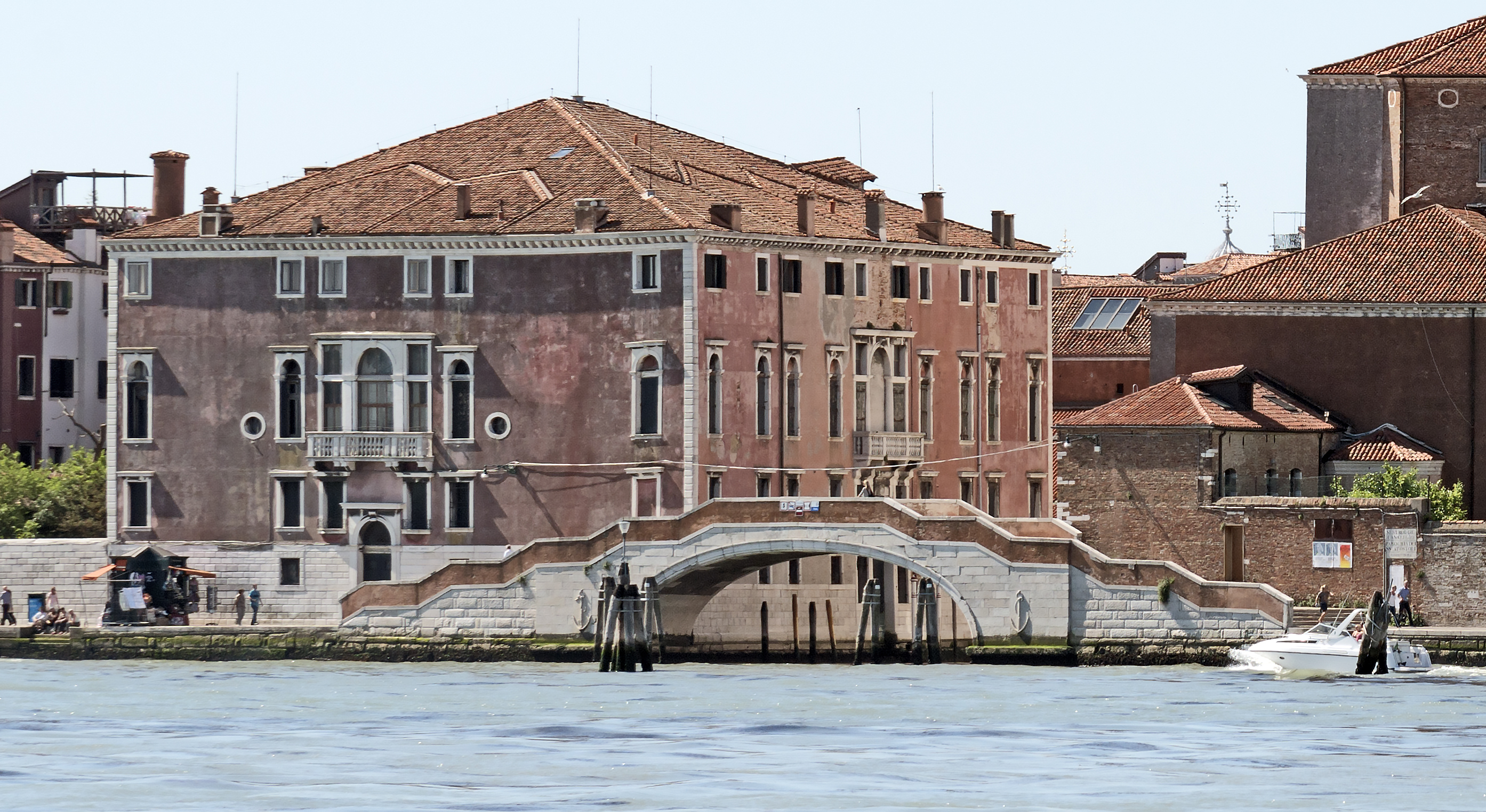
Ponte Donà et Palais Donà delle rose
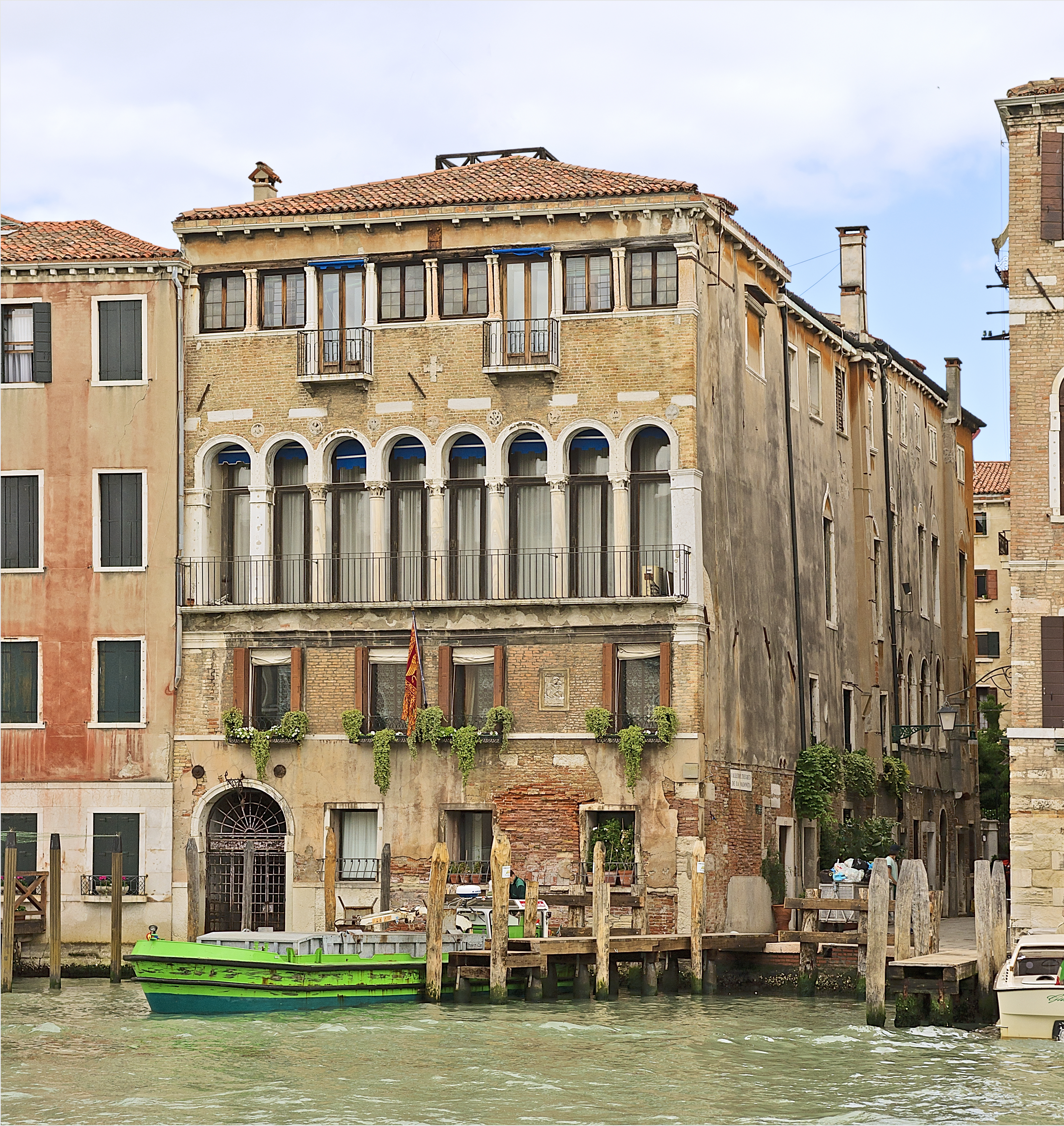
Palais Donà della Madoneta